# Glypta pilula
Glypta pilula là một loài tò vò trong họ Ichneumonidae.